# 화이팅 공과대학
화이팅 공과대학(The G.W.C.Whiting School of Engineering)은 메릴랜드주 볼티모어에 위치한 존스 홉킨스 대학교의 9개 대학 중 하나이다. 본 공대의 생물의학공학(biomedical engineering, BME) 과정은 전미 1위이며, 환경공학은 5위를 차지하였다.

## 소속 학부
화이팅 공과대학 소속으로는 10개의 학부가 있다.
- 응용수학 및 통계학부
- 생물의학공학부
- 화학공학 및 생체분자공학부 보관됨 2008-05-16 - 웨이백 머신
- 컴퓨터과학부
- 전자공학 및 컴퓨터공학부
- 토목공학부
- 환경지리공학부
- 신소재공학부
- 기계공학부
- 응용물리학 (응용물리연구소, Applied Physics Laboratory)

## 같이 보기
- 존스 홉킨스 대학교